# Старая баба
Ста́рая ба́ба, стару́ха (эст. vanamoor) — персонаж эстонского народного эпоса «Калевипоэг». Упоминается в семнадцатой песне.

## Песнь семнадцатая
Калевипоэг в походе * Битва с чужеземцами в Ассамалле * Происшествие у адского котла * Танец дочерей Муру
После семи лет мира и счастья на эстонской земле к Калевипоэгу приходят гонцы с вестями о надвигающейся войне. Калевипоэг со своим войском скачет по дороге к Виру, где на полях стоит «уйма недругов». Начинается битва; трупы покрывают поле холмами; погибает конь Калевипоэга; враг бежит. Распустив войско, Калевипоэг и три его близких друга — Алевипоэгом, Сулевипоэгом и Олевипоэгом — идут пешком домой и видят тёмный дым над лесом. Подходят ближе и видят в ущелье волчью берлогу:
Кто сидел перед берлогой,
Сторожил у входа в нору,
Чёртово стерёг жилище?
Баба старая, в морщинах,
Домовничала в берлоге,
Под котлом огонь держала,
С варева снимала пену,
Пробовала поварёшкой —
Какова на вкус похлёбка.
Алевипоэг интересуется у старой бабы, что она варит.
Баба старая сказала,
Ласково ему пропела:
— Постную варю похлёбку
Животам голодным, тощим.
Для моих сыночков милых
Кочаны капусты парю,
Снедь готовлю им на ужин.
Сулевипоэг просит старую бабу добавить в котёл капусты и на их долю, и обещает, что друзья присмотрят за котлом.
Баба старая смекнула,
Хитрая, им отвечала:
— Коль исполню вашу просьбу,
Совершу желанье ваше,
Пусть вины на мне не будет,
Пусть попрёков не услышу:
Будет виноват просивший,
Пострадает пожелавший.
И предупреждает старая баба друзей, что может прийти к ним захожий гость-ворюга, который сожрёт всю похлёбку и оставит других голодать.
Братья дюжие старухе
Все втроём пообещали
У котла поочерёдно
До утра не спать на страже...
Калевитян сын любимый
Младших братьев похитрее,
Не связал старухе слова,
Обещания не склеил.
Баба старая, старуха
Уползла, легла в ольховник,
В тёплых листьях задремала.
Однако ни Алевипоэгу, ни Олевипоэгу, ни Сулевипоэгу не удаётся сохранить варево, потому что каждый раз появляется «мальчик малого росточка», просит поесть и, ловко взбираясь на край котла, полностью опустошает его. Каждому из трёх друзей приходится заново наливать в котёл воду и кидать капусту. Однако во время дежурства Калевипоэга хитрость «мальчика малого росточка» не удаётся, потому что Калевипоэг за еду просит волшебный золочёный колокольчик, который висит у того на шее, щёлкает им «малютку» по лбу, и «малютка» с грохотом и треском пропадает — только прозрачный дым стелется над ущельем. Все братья просыпаются.
И старуха пробудилась
Посмотреть на стрясшееся,
Разузнать случившееся.
А как встала, поглядела,
Вмиг загадку разгадала,
Чуть Рогатого злачёный
Колокольчик увидала,
Тот что свойством обладает
Умножать чудесно силу,
Наделять великой мощью.
Баба старая, в морщинах,
Дребезжащим голосишкой
Хрипло песню затянула...
Вертясь и припевая, старая баба прыгает с обрыва в пропасть, где до этого исчез «мальчонка малый». Четверо друзей хохочут, а затем садятся у котла поесть.